# جوانه‌زنی طوقه
جوانه‌زنی طوقه (به انگلیسی: Crown sprouting)، توانایی یک گیاه برای بازسازی سیستم جوانه خود پس از تخریب (معمولاً توسط آتش) با فعال کردن ساختارهای رویشی نهفته برای تولید بازرویشی از طوقه (محل اتصال بین بخش‌های ریشه و تنه گیاه) است. این ساختارهای نهفته به شکل غده‌های چوبی یا جوانه‌های گره‌پوستی پایه‌ای هستند. گونه‌های گیاهی که می‌توانند جوانه‌زنی طوقه‌ای را انجام دهند، طوقه‌ای نامیده می‌شوند (که آن‌ها را از جوانه‌های ساقه یا تنه متمایز می‌کند) و مانند آن‌ها از ویژگی‌های زیستگاه‌های مستعد آتش‌سوزی مانند بیشه‌زارهای چاپارال هستند.
شاه‌بلوط اسبی کالیفرنیا، Aesculus californica، نمونه‌ای از درخت غرب ایالات متحده است که می‌تواند از طوقه ریشه‌اش پس از یک رویداد آتش‌سوزی دوباره تولید شود، اما می‌تواند با بذر نیز بازسازی شود.